# Manuel Larrea
Manuel Larrea (9 de febrer de 1980) és un jugador d'escacs uruguaià que té el títol de Mestre de la FIDE des de 2006.
A la llista d'Elo de la FIDE de l'abril de 2016, hi tenia un Elo de 2292 punts, cosa que en feia el jugador número 6 (en actiu) de l'Uruguai. El seu màxim Elo va ser de 2353 punts, a la llista del juliol de 2011.
Ha estat campió de l'Uruguai en tres ocasions en els anys 2010, 2013 i 2015. Larrea ha participat, representant Uruguai, en sis Olimpíades d'escacs entre els anys 2002 i 2014, amb un resultat de (+17 =12 –24), per un 43,4% de la puntuació. El seu millor resultat el va fer a les Olimpíada del 2006 en puntuar 7 de 8 (+7 =0 -1), amb el 87,5% de la puntuació, amb una performance de 2391, i que li significà aconseguir la medalla d'or individual del tercer tauler.